# Mansión Playboy

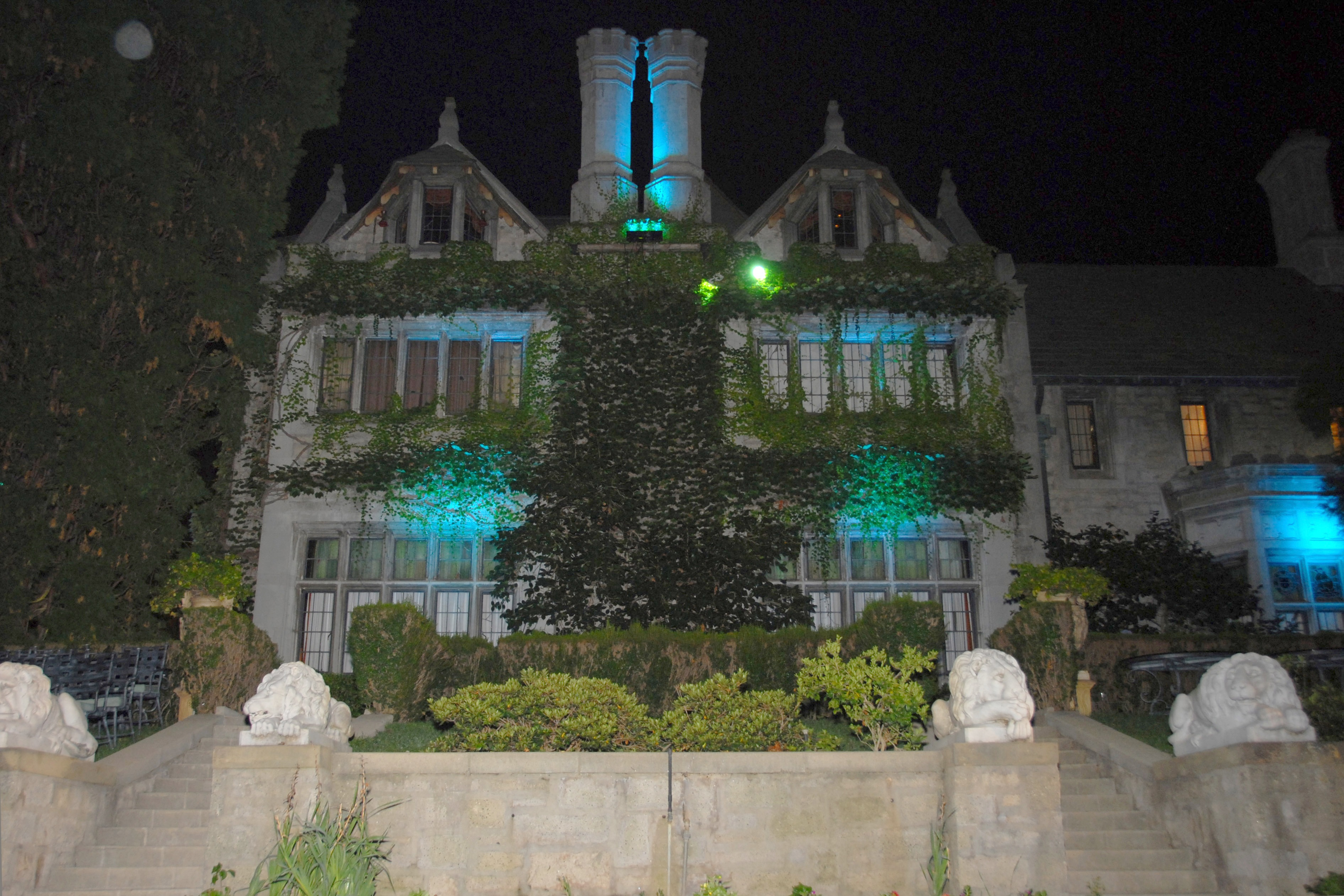
Mansión Playboy en 2007.

La Mansión Playboy o Playboy Mansion fue la casa del dueño y fundador de Playboy, Hugh Hefner, y una de las casas más famosas de California desde los años 1970 a través de los medios de comunicación, que solían informar sobre las lujosas fiestas que allí celebraba Hefner y a las que solían asistir famosos y miembros de la alta sociedad. Es una mansión en estilo neo tudor que se encuentra en el número 10236 de la calle Charing Cross de Holmby Hills (Los Ángeles), California, Estados Unidos).

## Historia
Originariamente, desde 1959 hasta 1974 la Mansión Playboy estaba en Chicago, en una mansión de ladrillo y piedra erigida en 1899, hogar de Hugh Hefner y al trasladar la sede en 1974 fue sustituida por la Mansión Playboy de Los Ángeles.
Su tamaño es de 1952 metros cuadrados. Fue construida por el arquitecto Arthur R. Kelly en 1927 y comprada por Playboy en 1971 por el precio de 1,2 millones de dólares. Tiene 22 habitaciones y en vida de Hefner contaba con una bodega, una sala de juegos, un zoológico privado, canchas de tenis, jardines, una cascada y una enorme zona de piscina (incluyendo una sauna, entre varios otros lugares).También tiene una casa de juegos y otra de invitados, todo dentro del mismo terreno, además de otros dos edificios: un edificio especular al lado de la Mansión que es exactamente igual a ésta sólo que más pequeño, adquirido por Hugh Hefner en 1996 para residir su exmujer, Kimberly Conrad, y los hijos de la pareja, otro en el que recibía a su familia residente en Hawái, y a su "joya" más valiosa ('Puanani' como él mismo la llamaba) Pat Ford.
Un edificio enfrente de la Mansión adquirido en 2002 por Hugh Hefner era llamado The Playmate House o la casa de las playmates, en el que playmates de Playboy se hospedaban a menudo cuando tenían "cosas que hacer" en la Mansión. Además la Mansión Playboy tenía su propio servicio de mantenimiento, de cocina, de lavandería etc., exactamente igual que un hotel, que asistía a todos los residentes de la Mansión.
La Mansión Playboy se hizo famosa en los años 1970 por las exuberantes fiestas que su propietario, Hugh Hefner, organizaba en ella. Fue la única residencia privada de Los Ángeles con permiso para hacer espectáculos de fuegos artificiales, siendo éstos a menudo ilegales en Estados Unidos.

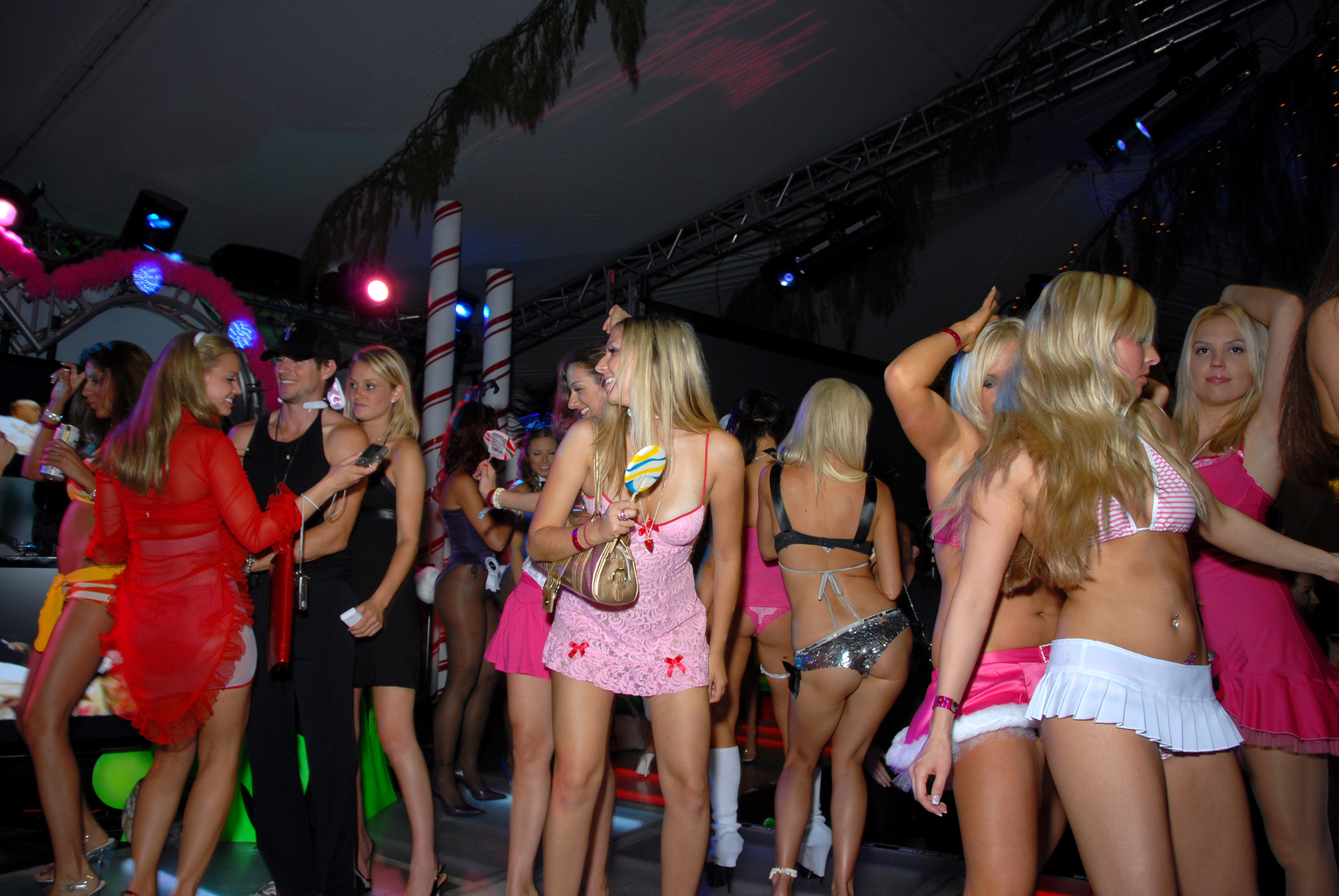
Una de las fiestas celebradas en la Mansión Playboy.

## La Mansión Playboy en la actualidad
La Mansión Playboy se hizo muy célebre en Los Ángeles, en Estados Unidos y en todo el mundo. En ella residía Hugh Hefner, fundador de Playboy, con sus novias oficiales y a menudo era frecuentada por playmates, exnovias, conejitas de Playboy, familiares de sus residentes oficiales etc. Muy frecuentemente se realizaban enormes fiestas en ella, a las que acudían las personalidades más célebres, tales como actores, cantantes, deportistas, famosos de todo tipo, etc. además de playmates, conejitas de Playboy y chicas invitadas. Algunas de las fiestas más importantes de la mansión eran la fiesta de cumpleaños de Hugh Hefner que se celebraba el 4 de abril y la fiesta conocida como Midsummer Night's Dream (la fiesta 'del sueño de una noche de verano') que se celebraba en verano, entre muchas otras.
La Mansión Playboy aparecía a menudo en distintos programas de la televisión estadounidense y varios músicos rodaron allí sus vídeoclips. También a menudo se celebraban eventos deportivos privados en ella. Además existe un videojuego dedicado a la Mansión llamado Playboy: The Mansion. En mayo de 2016, Eugena Washington fue la última Playmate del Año anunciada por Hefner en su mansión.
El 27 de septiembre de 2017, se anunció a través de la cuenta oficial de Playboy en Twitter, que su dueño Hugh Hefner había fallecido en su residencia en Holmby Hills, Los Ángeles a los 91 años de edad debido a causas naturales.
La casa especular fue vendida en 2009 y en 2013 la de las Playmates. A finales de septiembre de 2017, la Mansión Playboy fue vendida por 17,25 millones de dólares.
En marzo de 2018, el multimillonario inversionista Daren Metropoulos, el nuevo dueño de la mansión, firmó un acuerdo con el ayuntamiento de Los Ángeles que protege permanentemente el edificio de la demolición, aunque permite restauraciones y remodelaciones en él. Metropoulos la emplea para actividades corporativas, eventos caritativos y funciones cívicas.

## En la cultura popular
- La mansión aparece en la película de 1966 Madame X, filmada antes de que fuera comprada por Playboy.
- Aparece en el film Beverly Hills Cop II, incluyendo un cameo de Hugh Heffner interpretándose a sí mismo.
- Fue la línea de partida de la temporada 12 del show de CBS The Amazing Race.
- Fue locación en la película Los Ángeles De Charlie: Al Límite, donde era un orfanato católico.
- Fue una localización importante del film The House Bunny, nuevamente con Heffner interpretándose a sí mismo.
- El portón de entrada aparece en el film de 2011 Hop. Heffner aparece solamente prestando su voz.
- En el videojuego Grand Theft Auto V, aparece una casa inspirada en la Mansión Plaboy. El protagonista puede caminar por sus jardines, donde hay un bar y una pequeña cueva. Durante la noche pueden verse mujeres en topless.